# めむろ新嵐山スカイパーク
めむろ新嵐山スカイパーク（めむろしんあらしやまスカイパーク）は、北海道芽室町にあった複合観光施設。芽室町の第三セクター「めむろ新嵐山株式会社」が運営していた。
2023年（令和5年）10月10日で営業を終了し、芽室町が直接管理する展望台以外の施設が閉鎖された。

## 歴史

### 開設
町営のスキー場が開設されたのが始まりで、宿泊施設やレストランが併設された観光施設となった。
芽室町の雨山（標高340m）では1960年代からスキーヤーが出現するようになった。こうした状況をみた芽室町は雨山の名称を「新嵐山」と改め、町営スキー場とスカイパークを建設する構想を立てた。
1969年（昭和44年）に芽室町は開町70周年を記念して標高320m地点に展望台を設置した。1970年（昭和45年）には第1リフトが建設され、1971年（昭和46年）に町営メムロスキー場と山麓のスキー客向けのロッジが開業した。
1976年（昭和51年）にはスキー場に隣接して国民宿舎新嵐山荘が開業した。1990年（平成2年）には「新嵐山ロッジ」の老朽化により、国民宿舎新嵐山荘に増築させる形で建て替えられた。その後、パークゴルフ場も造成された。

### 民営化
スキー場は1992年度に索道の延べ利用客数118万人弱に達したが、その後は利用客が減少していった。また、国民宿舎嵐山荘も1993年度に年間延べ宿泊客が1.5万人となったが、その後は低下傾向となった。
メムロスキー場、国民宿舎新嵐山荘、パークゴルフ場、公園の採算悪化に伴い、芽室町は1990年代末から民営化の検討を開始した。新嵐山荘を福祉施設にして町営を維持する案、完全民営化案、PFI方式とする案などがあったが、芽室町が100パーセント出資する第三セクターに運営を委託することになり、2002年（平成14年）3月に「めむろ新嵐山株式会社」が設立された。
2006年度（平成18年度）には新嵐山スカイパークに指定管理者制度を導入することになり、めむろ新嵐山株式会社が指定管理者となった。

### 閉鎖
2020年代になると施設の老朽化や新型コロナウイルスの影響で特に経営が厳しくなった。
2023年（令和5年）9月、町は約5200万円の第三セクター「めむろ新嵐山株式会社」への支援金を計上した補正予算案を町議会に提出したが否決され、その後営業終了が発表された。同年10月10日に営業を終了し、芽室町が直接管理する展望台以外の施設が閉鎖された。芽室町は施設のあり方について検討を行うとしている。

## めむろ新嵐山株式会社
芽室町が100パーセント出資する第三セクターで、2002年4月から新嵐山スカイパーク（国民宿舎新嵐山荘、新嵐山オートキャンプ場、メムロスキー場など）の管理運営を委託されていた。